# クラクトン選挙区
クラクトン選挙区（クラクトンせんきょく、Clacton、UK Parliament constituency）は、イギリス/エセックス州にある小選挙区である。
現在選出されているのは、リフォームUKのナイジェル・ファラージである。リフォームUKの前身であるイギリス独立党が国政で初めて議席を獲得した選挙区であり、リフォームUKがその頃の地盤を引き継いでいる。
改革志向の強い保守系が強い選挙区である。

## 小選挙区選出議員
| 選挙名               | 当選者                 | 党派           |
| -------------------- | ---------------------- | -------------- |
| 2010年イギリス総選挙 | ダグラス・カースウェル | 保守党         |
| 2015年イギリス総選挙 | ダグラス・カースウェル | イギリス独立党 |
| 2017年イギリス総選挙 | ジャイルズ・ワトリング | 保守党         |
| 2019年イギリス総選挙 | ジャイルズ・ワトリング | 保守党         |
| 2024年イギリス総選挙 | ナイジェル・ファラージ | リフォームUK   |